# Kirby Sigston
Kirby Sigston – wieś w Anglii, w hrabstwie North Yorkshire, w dystrykcie (unitary authority) North Yorkshire. Leży 47 km na północ od miasta York i 326 km na północ od Londynu.